# 아그네스의 피
아그네스의 피(Flesh+Blood)는 스페인에서 제작된 폴 버호벤 감독의 1985년 액션, 모험, 드라마, 전쟁 영화이다. 룻거 하우어 등이 주연으로 출연하였고 가이스 베르슬러이스 등이 제작에 참여하였다.

## 출연

### 주연
- 룻거 하우어
- 제니퍼 제이슨 리

### 조연
- 톰 벌린슨
- 수잔 티렐
- 로널드 레이시
- 잭 톰슨

## 제작진
- 제작보: 진드라 마르쿠스
- 협력프로듀서: 조시 비쿠나
- 미술: 펠릭스 무르시아
- 의상: 이본느 블레이크
- 음향부문: 톰 돌런
- 음향부문: 애드 로스트